# Hydnophora rigida
Hydnophora rigida là một loài san hô trong họ Merulinidae. Loài này được Dana mô tả khoa học năm 1846.